# Spalování
Spalování je chemický proces rychlé oxidace, kterým se uvolňuje chemická energie vázaná ve spalovaném palivu na energii tepelnou. Jedná se o nejjednodušší metodu pro termickou přeměnu organických (fosilních i obnovitelných) paliv za dostatečného přístupu (zpravidla atmosférického) kyslíku na tepelnou energii. Tato technologie je dokonale zpracovaná a pro investory představuje minimální riziko. Tepelná energie získaná spalováním se pak využívá pro vytápění a ohřev vody, jiné technologické procesy nebo pro výrobu elektrické energie.

## Druhy spalování
podle rychlosti
Při hoření dochází ke zvýšení teploty a tlaku plynů. Hranice hoření se šíří materiálem, zejména plynem, ideálně v rozšiřující se kuloploše. Rychlost postupu hranice hoření může být i nadzvuková, proto lze rozlišit dva základní případy:
- deflagrace, podzvukové šíření: typické a chtěné ve válcích pístových spalovacích motorů;
- detonace, nadzvukové: například výbuch.

## Přenesené významy
V rozšířeném nebo přeneseném významu se slovem „spalování“ nebo „spálení“ a někdy i dalšími souvisejícími slovy označují také jiné procesy, kterými je buď něco ničeno, nebo uvolňována energie. Například jaderné spalování, tedy uvolňování tepelné energie jadernou reakcí (kde se také mluví o palivu, resp. vyhořelém palivu), poškození nebo zničení organismu nebo organické hmoty vysokou teplotou, mrazem nebo poleptáním, poškození kůže slunečním nebo jiným zářením, popřípadě obdobné jevy v oblasti abstraktních pojmů (např. spálení nadějí), biochemický proces přeměňování živin v pohybovou a tepelnou energii ve svalu, využívání elektrické energie v brzdných odporech atd.

## Spalování biomasy
Spalování biomasy většinou nevyžaduje předběžnou speciální úpravu paliva. Je přijatelná i vyšší vlhkost suroviny. Vzhledem k charakteru biomasy a jejímu proměnnému složení je nutno věnovat značnou pozornost optimálním podmínkám při spalování a při čištění výstupních spalin, kde je nutno především kontrolovat emise oxidu uhelnatého a tuhých látek. Spalování biomasy je v současnosti technicky dostatečně vyřešeno a to ve dvou koncepcích:
- spalování na roštu,
- spalování na fluidní vrstvě.

Rozšířenější je dosud spalování na roštu, avšak fluidní technologie má některé významné výhody a její technický vývoj stále postupuje.
Složitější metodou je termochemická přeměna biomasy při vyšších teplotách a za nedostatku kyslíku. Produkty takového procesu jsou odlišné podle procesních podmínek, k nimž patři především teplota, doba setrvání částic biomasy v reakční zóně a další způsob zpracování. Jestliže se teplota při reakci v reaktorech pohybuje v oblasti 800 °C až 900 °C a doba setrvání částic je delší (sekundy až desítky sekund), je produktem z větší části plyn. Tento proces je označován jako zplyňování. Pokud je jako okysličovadlo použit vzdušný kyslík, což je v případě biomasy nejčastější, má vzniklý surový plyn nízkou výhřevnost (4 až 6 MJ/m3), obsahuje dehty, fenoly a tuhé částice. Pokud jsou teploty v reaktoru 450 °C až 550 °C a doba setrvání suroviny v reakční zóně velmi krátká (maximálně do 2 sekund) jsou produktem zejména páry a aerosoly, v menší míře pak plyn a tuhé částice. Tento proces se nazývá rychlá pyrolýza. Produkty tohoto procesu se musí rychle ochladit, čímž vznikne uvedený velký podíl kapaliny. Tato kapalina má výhřevnost 16 až 20 MJ/kg a po další úpravě může sloužit jako kvalitní kapalné palivo.